# Wahlrod

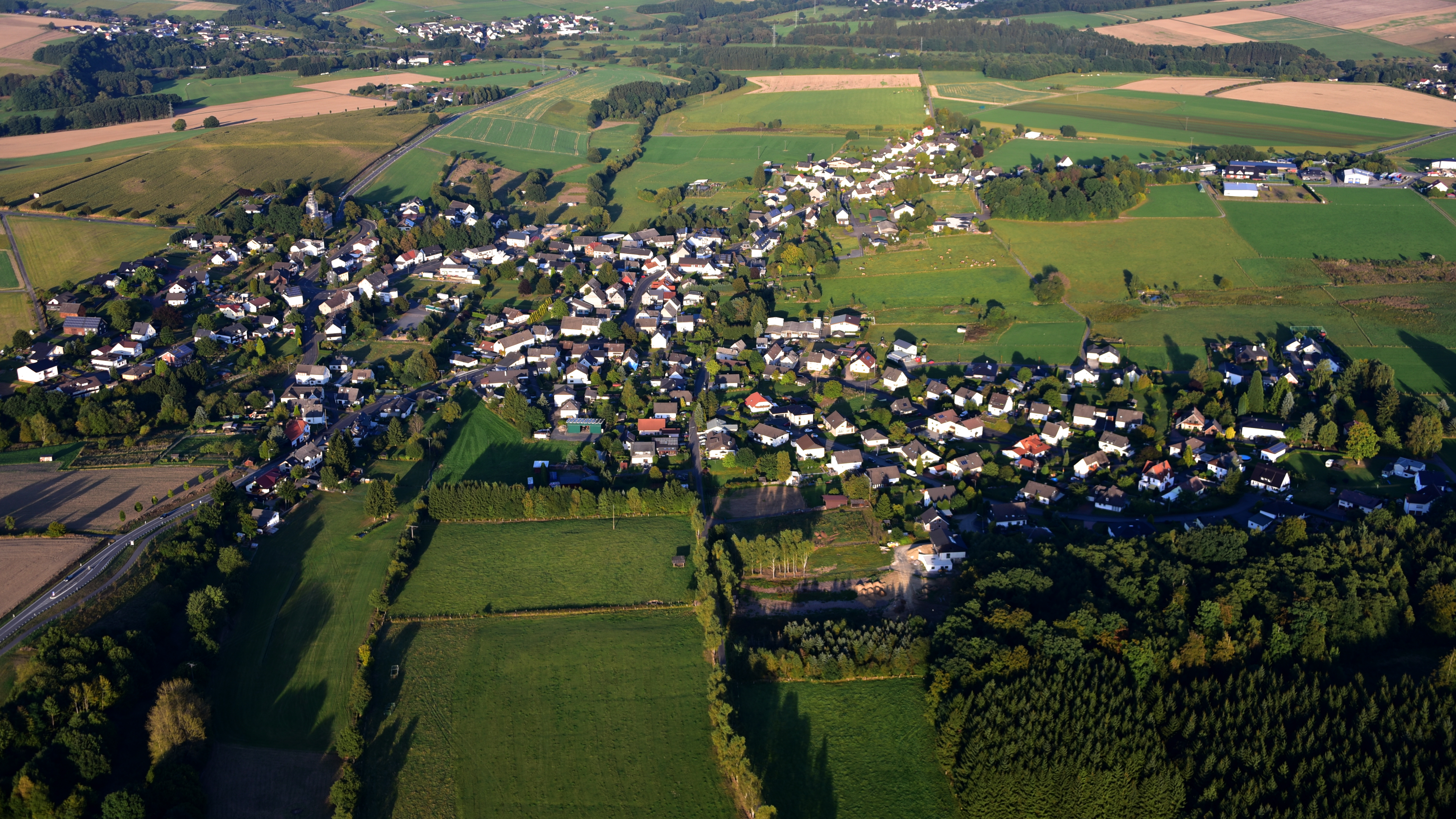
Wahlrod, Luftaufnahme (2016)

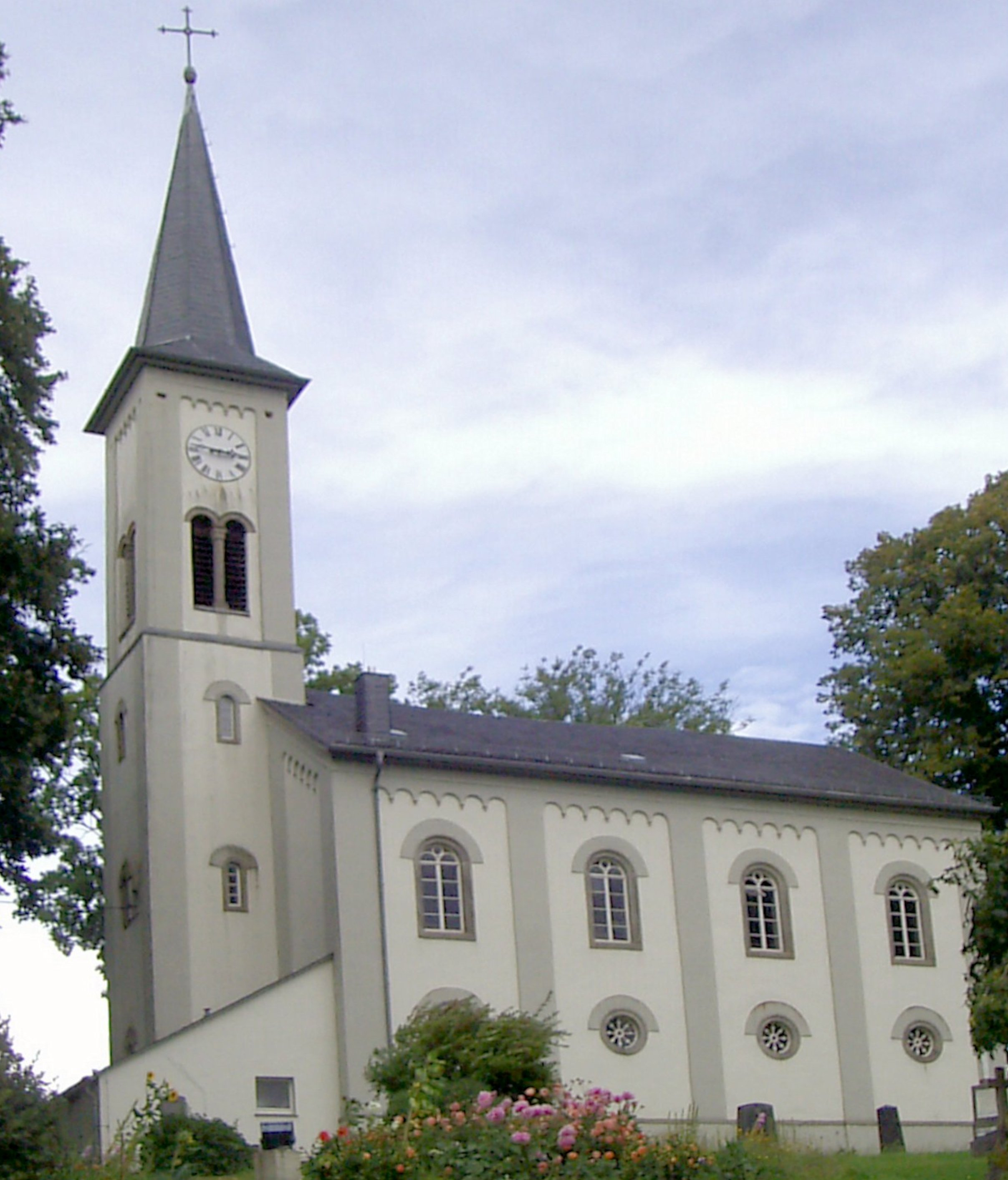
Evangelische Kirche in Wahlrod

Wahlrod ist eine Ortsgemeinde im Westerwaldkreis in Rheinland-Pfalz. Sie gehört der Verbandsgemeinde Hachenburg an.

## Geographische Lage
Die Gemeinde liegt im nördlichen Bereich des Westerwaldkreises und grenzt an den Landkreis Altenkirchen. Nachbarorte sind Borod im Nordwesten, Mudenbach und dessen Ortsteil Hanwerth im Nordosten, Winkelbach und Höchstenbach im Südosten und Berod im Westen. Höchste Punkte der Gemarkung sind die Erhebung hinter Kirche und Friedhof (299 m ü. NHN) sowie der Lauterbach (283 m ü. NHN).
Zu Wahlrod gehören auch die Wohnplätze Hammermühle, Hehlinger Hof und Marzauer Mühle.

## Geschichte
1249 wurde Wahlrod erstmals in einer Urkunde erwähnt. Der Ort hieß früher Waldenrode und ist wahrscheinlich nach einem „Waldo“ benannt, der Abt der Abtei Maximin in Trier war und im 9. Jahrhundert die südlich vom Wahlroder Wald jetzt als Ruine stehende Kirche zu Roßbach gestiftet hat.
Bevölkerungsentwicklung
Die Entwicklung der Einwohnerzahl von Wahlrod, die Werte von 1871 bis 1987 beruhen auf Volkszählungen:
| Jahr | Einwohner |
| 1815 | 285       |
| 1835 | 382       |
| 1871 | 424       |
| 1905 | 486       |
| 1939 | 558       |
| 1950 | 657       |

| Jahr | Einwohner |
| 1961 | 661       |
| 1970 | 687       |
| 1987 | 738       |
| 1997 | 897       |
| 2005 | 897       |
| 2023 | 883       |

## Politik

### Gemeinderat
Der Gemeinderat in Wahlrod besteht aus zwölf Ratsmitgliedern, die bei der Kommunalwahl am 9. Juni 2024 in einer Mehrheitswahl gewählt wurden, und dem ehrenamtlichen Ortsbürgermeister als Vorsitzendem.

### Bürgermeister
Patrick Dörner-Mertens wurde am 17. Juli 2024 Ortsbürgermeister von Wahlrod. Bei der  Direktwahl am 9. Juni 2024 hatte er sich mit einem Stimmenanteil von 52,13 % gegen die bisherige Amtsinhaberin durchgesetzt.
Dörner-Mertens Vorgänger waren seit 2019 Sandra Dörner, die sich in einer Stichwahl gegen den seit 2011 amtierenden Klaus Schmidtgen durchgesetzt hatte, und bis 2011 Eberhard Dineiger, der aus beruflichen Gründen das Amt aufgab.

### Wappen
| Wappen von Wahlrod | Blasonierung: „Halb geteilt und gespalten; vorne oben in Silber ein schwarzes Kreuz, unten von Rot über Silber durch einen Spitzenschnitt des silbernen Feldes in das rote Feld übergreifen. Im hinteren Wappenteil ein goldener Löwe. Er steht in Rot und ist ‚ein linkssteigender, herschauender blaubewehrter und gezungter‘. Blaue Krallen, eine blaue Zunge und doppelgeschwänzt.“ |
| Wappen von Wahlrod | |

## Verkehr
Direkt durch den Ort verläuft die B 8, die von Limburg an der Lahn nach Siegburg führt. Die nächsten Autobahnanschlussstellen sind in Dierdorf, oder Neuwied an der A 3 (Köln–Frankfurt am Main), etwa 25 Kilometer entfernt. Der nächstgelegene ICE-Halt ist der Bahnhof Montabaur an der Schnellfahrstrecke Köln–Rhein/Main.
Von 1901 bis 1950 verkehrte in Wahlrod die Kleinbahn Selters–Hachenburg.

## Persönlichkeiten
- Willi H. Grün (1932–2016), Finanzbeamter, Wirtschaftsjournalist, Kolumnist und Schriftsteller